# Allocricetulus curtatus
Allocricetulus curtatus är en däggdjursart som först beskrevs av Allen 1925.  Allocricetulus curtatus ingår i släktet Allocricetulus och familjen hamsterartade gnagare. IUCN kategoriserar arten globalt som livskraftig. Inga underarter finns listade.
Individerna når en kroppslängd (huvud och bål) av 85 till 130 mm, en svanslängd av 18 till 25 mm och en vikt av 30 till 70 g. De har 14 till 20 mm långa bakfötter och 11 till 17 mm långa öron. Pälsen på ovansidan är ljusgråbrun till kanelfärgad medan undersidan är täckt av vit päls. På bröstet förekommer ingen mörk fläck. Allocricetulus curtatus skiljer sig från den andra arten i samma släkte genom avvikande detaljer av skallens konstruktion.
Denna gnagare förekommer i Mongoliet och angränsande delar av Ryssland och norra Kina (Inre Mongoliet, Xinjiang, norra Gansu, norra Ningxia och Anhui). Habitatet utgörs av gräsmarker och halvöknar, ofta med sanddyner.
Individerna gräver underjordiska gångsystem och äter frön samt några insekter. De skapar förråd i boet som äts under vintern. Från och med april har honor två eller tre kullar per år. Antalet ungar för hela året går upp till nio.